# Роберт Морріс
Роберт Морріс (англ. Robert Morris; 20 січня 1734 — 8 травня 1806) — американський підприємець, фінансист, підписав Декларацію незалежності США, Статті Конфедерації та Конституцію США

## Коротка біографія
Народився в Англії. Переїхав до Америки у 13-річному віці. Навчався у Філадельфії і працював там у компанії, що займалася судноплавством і банківською справою. На Континентальному конгресі голосував проти незалежності, проте активно працював на користь новоствореної держави. Під час дії Статей конфедерації обіймав надзвичайно тяжку посаду міністра фінансів. На Філадельфійському конвенті промовляв рідко, хоча був відомим симпатиком сильного федерального уряду.